# Jagdstaffel 42

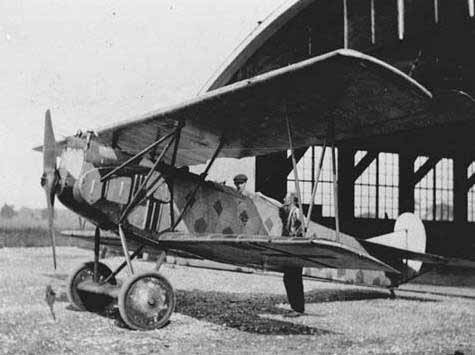
Fokker D.VII(F)

Jagdstaffel 42 – Königlich Preußische Jagdstaffel Nr. 42 – Jasta 42 jednostka lotnictwa niemieckiego Luftstreitkräfte z okresu I wojny światowej.

## Informacje ogólne
Jednostka została utworzona we wrześniu 1917 roku w FEA 3. Po organizacji eskadry skierowano ją na front 18 grudnia 1917 roku pod dowództwem porucznika Karla Odebretta asa myśliwskiego, który przyszedł z Jagdstaffel 16.
Jasta 42 należała do założonej 4 marca 1918 roku Jagdgruppe 12. W jej skład wchodziły Jasta 24, Jasta 44, Jasta 79.
Piloci eskadry latali na samolotach: Fokker D.VII oraz Albatros.
Jasta 42 w całym okresie wojny odniosła ponad 30 zwycięstw nad samolotami nieprzyjaciela. W okresie od września 1917 do listopada 1918 roku jej straty wynosiły 4 zabitych w walce, 1 ranny oraz 1 pilot w niewoli.
Łącznie przez jej personel przeszli takie asy myśliwskie jak:
Karl Odebrett (9), Adolf Gutknecht.

## Dowódcy Eskadry
| Stopień   | Nazwisko      | Okres                   |
| --------- | ------------- | ----------------------- |
| Porucznik | Karl Odebrett | xx.09.1916 – 11.11.1918 |